# Arquidiocese de Porto Velho
A Arquidiocese de Porto Velho (em latim: Archidiœcesis Portus Veteris) é uma circunscrição eclesiástica da Igreja Católica no Brasil. Está localizada no estado de Rondônia. É a Sé Metropolitana da Província Eclesiástica de Porto Velho. Pertence ao Regional Noroeste Conferência Nacional dos Bispos do Brasil. Em 14 de outubro de 2015, foi nomeado o novo Arcebispo Metropolitano Dom Roque Paloschi.

## Território
A Arquidiocese abrange uma área de 84.696 km², compreendendo os municípios de Alto Paraíso, Ariquemes, Buritis, Cacaulândia, Campo Novo de Rondônia, Candeias do Jamari, Cujubim, Itapuã d’Oeste, Machadinho d’Oeste, Monte Negro, Rio Crespo, Vale do Anari e Porto Velho. As 26 Paróquias e 04 Áreas Missionárias (Alto e Baixo Madeira, São João Batista, Vista Alegre do Abunã e N. Sra Aparecida da Vila DNIT) compreendem mais de 900 comunidades.

## Bispos e arcebispos
|                          | Nome                              | Período      | Notas                              |
| Arcebispos               | Arcebispos                        | Arcebispos   | Arcebispos                         |
| ------------------------ | --------------------------------- | ------------ | ---------------------------------- |
| 4º                       | Roque Paloschi                    | 2015 - atual | Arcebispo Metropolitano            |
| 3º                       | Esmeraldo Barreto de Farias, I.P. | 2011-2015    | Nomeado Bispo-auxiliar de São Luís |
| 2º                       | Moacyr Grechi, O.S.M.             | 1998-2011    |                                    |
| 1º                       | José Martins da Silva, S.D.N.     | 1982-1997    |                                    |
| Bispo-coadjutor          |                                   |              |                                    |
|                          | Antônio Sarto, S.D.B.             | 1971-1982    | Nomeado Bispo de Barra do Garças   |
| Bispos                   |                                   |              |                                    |
|                          | João Batista Costa, S.D.B.        | 1946-1982    |                                    |
| Administrador Apostólico |                                   |              |                                    |
| *                        | Benedito Araújo                   | 2015         | Bispo de Guajará Mirim             |